# Chiquinho FC
Francisco Carlos de Oliveira (Sobral, 23 de fevereiro de 1953), apenas Chiquinho Oliveira, ou Chiquinho FC, é um empresário e político brasileiro com atuação no estado do Maranhão. Atualmente é filiado ao Partido dos Trabalhadores. É o atual prefeito de Codó (MA), eleito em 2024 com 48.29% dos voto na eleição municipal codoense em 2024.

## Biografia e carreira política
Francisco Carlos de Oliveira, conhecido como Chiquinho Oliveira, é uma figura marcante em Codó, no estado do Maranhão. Empresário bem-sucedido, ele construiu uma trajetória que combina empreendedorismo e contribuição para o desenvolvimento social e econômico da região.
Chiquinho Oliveira é o fundador do Grupo FC Oliveira, uma das maiores empresas do setor industrial no Maranhão, que atua na fabricação de produtos de higiene, limpeza e outros bens de consumo. O grupo é responsável por gerar empregos e fomentar a economia local, tornando-se uma referência em Codó e em todo o estado.
Além de empresário, Chiquinho Oliveira é conhecido por sua atuação política e filantrópica. Ele tem uma longa história de envolvimento em iniciativas sociais e no apoio a projetos voltados para educação, saúde e bem-estar da população de Codó. Ao longo dos anos, ele tem se destacado como um líder comunitário, sempre buscando soluções para os desafios enfrentados pela cidade.
Chiquinho também é pai do deputado estadual Francisco Nagib, que já ocupou o cargo de prefeito de Codó, e compartilha com ele o compromisso de trabalhar pelo desenvolvimento da cidade. Em 2025, Chiquinho Oliveira assumirá a prefeitura de Codó, trazendo consigo sua experiência como empresário e gestor, além do desejo de reconstruir a cidade, que passou por um período de descuido e abandono nos últimos anos.
Sua trajetória é marcada pela dedicação à família, ao trabalho e à comunidade, consolidando seu nome como uma personalidade admirada e respeitada em Codó e no Maranhão.
Francisco Carlos de Oliveira, conhecido como Chiquinho FC, é um empresário e político brasileiro, nascido em 23 de fevereiro de 1952, em Sobral, Ceará. 
Em 1972, mudou-se para Codó, Maranhão, onde iniciou sua trajetória empresarial. 
Fundador e presidente do Grupo FC Oliveira, suas empresas atuam em diversos setores, incluindo indústria de produtos de limpeza, agropecuária, hotelaria, postos de combustíveis e reciclagem. 
Em 2008, expandiu sua atuação para o setor de comunicação, fundando a FC TV, uma emissora de televisão sediada em Codó e afiliada ao SBT. 
Na política, Chiquinho FC foi eleito prefeito de Codó nas eleições de 2024, pelo Partido dos Trabalhadores (PT), na coligação “Unidos por Codó”. 
Sua gestão é aguardada com expectativa, considerando sua experiência empresarial e compromisso com o desenvolvimento local.
Ao longo de sua carreira, recebeu diversas homenagens, incluindo a Comenda da Ordem do Mérito Comercial do Maranhão, a maior honraria empresarial do estado, concedida pela Federação do Comércio de Bens, Serviços e Turismo do Maranhão (Fecomércio-MA). ￼
Chiquinho FC é casado com Teresinha de Maria Buzar de Oliveira e pai de Francisco Nagib Buzar de Oliveira e Francisco Carlos de Oliveira Junior. 
Sua trajetória é marcada pelo empreendedorismo, dedicação à comunidade e contribuições significativas para o desenvolvimento econômico e social de Codó e do Maranhão.    